# Фредеріка Саксен-Гота-Альтенбурзька (1715—1775)
Фредеріка Саксен-Гота-Альтенбурзька (нім. Friederike von Sachsen-Gotha-Altenburg, 17 липня 1715 — 12 травня 1775) — принцеса Саксен-Гота-Альтенбургу з Ернестинської лінії Веттінів, донька герцога Саксен-Гота-Альтенбургу Фрідріха II та принцеси Ангальт-Цербстської Магдалени Августи, друга дружина останнього герцога Саксен-Вайссенфельсу Йоганна Адольфа II.

## Біографія
Народилась 17 липня 1715 року у Готі. Була тринадцятою дитиною та третьою донькою в родині герцога Саксен-Гота-Альтенбургу Фрідріха II та його дружини Магдалени Августи Ангальт-Цербстської. Мала старших братів: Фрідріха, Вільгельма, Йоганна Августа, Крістіана Вільгельма, Людвіга Ернста та Моріца. Інші діти померли в ранньому віці до її народження. Згодом сімейство поповнилося трьома молодшими дітьми.
Двір Фрідріха II потопав у розкошах. Правитель полюбляв колекціонувати предмети мистецтва. Резиденцією сімейства був замок Фріденштайн у Готі. Літо проводили у  новозбудованому палаці Фрідріхсталь, поруч із яким був створений сад задоволень.
Шлюб батьків був щасливим. Про взаємне кохання свідчать численні листи, що збереглися. Батька не стало, коли принцесі виповнилося 16. Матір більше не одружувалася.
У 19 років Фредеріка стала дружиною 51-річного спадкоємного принца Саксен-Вайссенфельсу Йоганна Адольфа, молодшого брата правлячого герцога Крістіана. Весілля відбулося 27 листопада 1734 року в Альтенбурзі. Наречений був вояком саксонської армії. Для нього це був другий шлюб, перша дружина пішла з життя за вісім років до цього.
Фредеріка була вагітна первістком, коли чоловік успадкував герцогство у червні 1736 року. Всього у подружжя з'явилося п'ятеро дітей. Резиденцією сімейства був замок Ной-Августусбург у Вайссенфельсі.

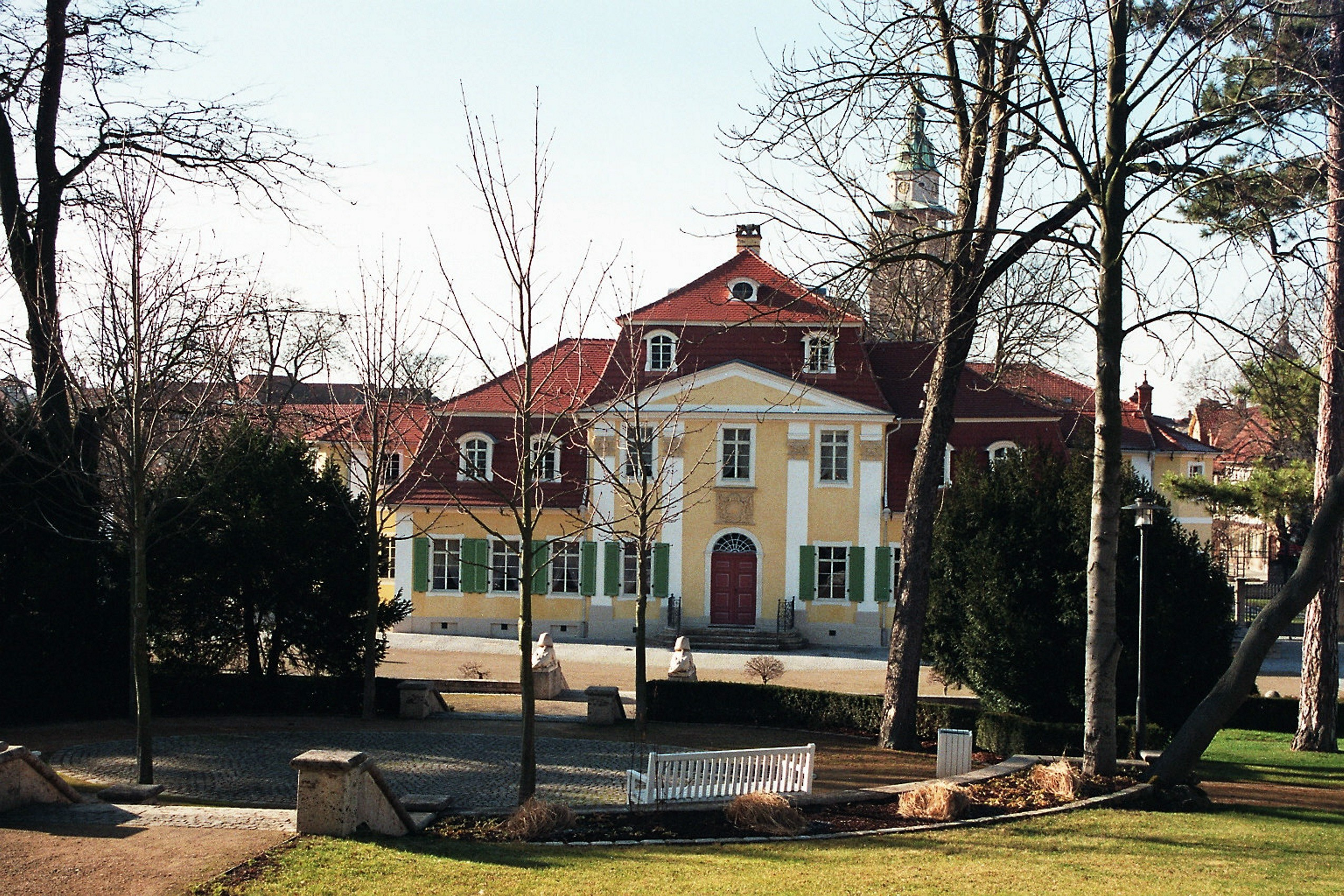
Замок Фредеріки

Після десяти років правління Йоганн Адольф II пішов з життя. Землі Саксен-Вайссенфельсу відійшли Саксонії. Фредеріка із донькою після цього переїхали до замку Дрібург у Лангензальці, який був удовиною резиденцією. Незабаром герцогиня придбала сад і землі на схід від старого міста, навпроти міських стін. Між 1749—1751 роками за її наказом був збудований новий невеликий палац у стилі рококо, який отримав назву Замок Фредеріки (нім. Friederikenschlösschen). Будівля мала мансардні дахи з багато прикрашеними слуховими вікнами. З боків замку були розташовані два кавалерійські будинки. У парку містилася оранжерея та каретний двір, який існує і досі. На вхідному порталі були зображені герби Саксен-Гота-Альтенбургу та Саксен-Вайссенфельсу. 
Фредеріка померла, втративши перед цим доньку, у 59-річному віці. Була похована останньою у замковій кірсі Вайссенфельсу.

## Родина
Чоловік —  Йоганн Адольф II
Діти:

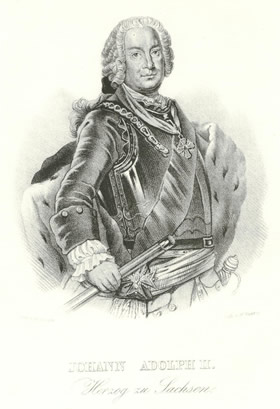
Йоганн Адольф II

- Карл Фрідріх (1736—1737) — прожив півтора роки;
- Йоганн Адольф (27 червня—21 жовтня 1738) — прожив 4 місяці;
- Август Адольф (1739—1740) — прожив 1 рік;
- Йоганн Георг (17 травня—10 липня 1740) — прожив 2 місяці;
- Фредеріка Адольфіна (1741—1751) — прожила 9 років.